# Tetrahidrokanabinolna kiselina
Tetrahidrokanabinolna kiselina (THCA, 2-COOH-THC) je biosintetički precursor tetrahidrokanabinola (THC), aktivne komponente kanabisa. THCA je prisutan u varijabilnim količinama u svežem, neosušenom kanabisu, ali se progresiivno dekarboksiluje do THC tokom sušenja, a posebno tokom intezivnog zagrevanja, npr. pri pušenju kanabisa.

## Spoljašnje veze
|  | Molimo Vas, obratite pažnju na važno upozorenje u vezi sa temama iz oblasti medicine (zdravlja). |